# Coltello da combattimento

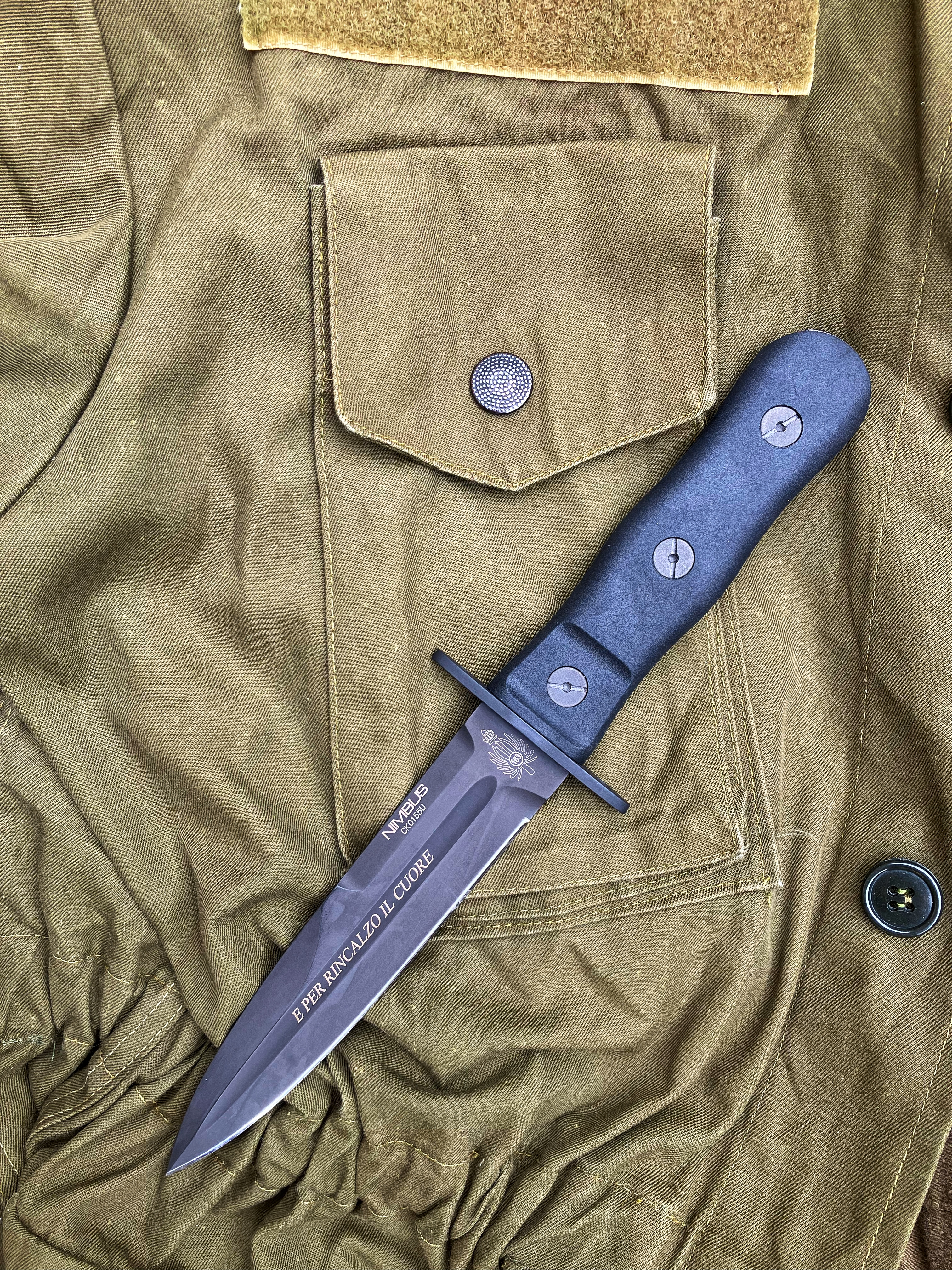
Coltello Extrema Ratio NIMBUS Ordinanza

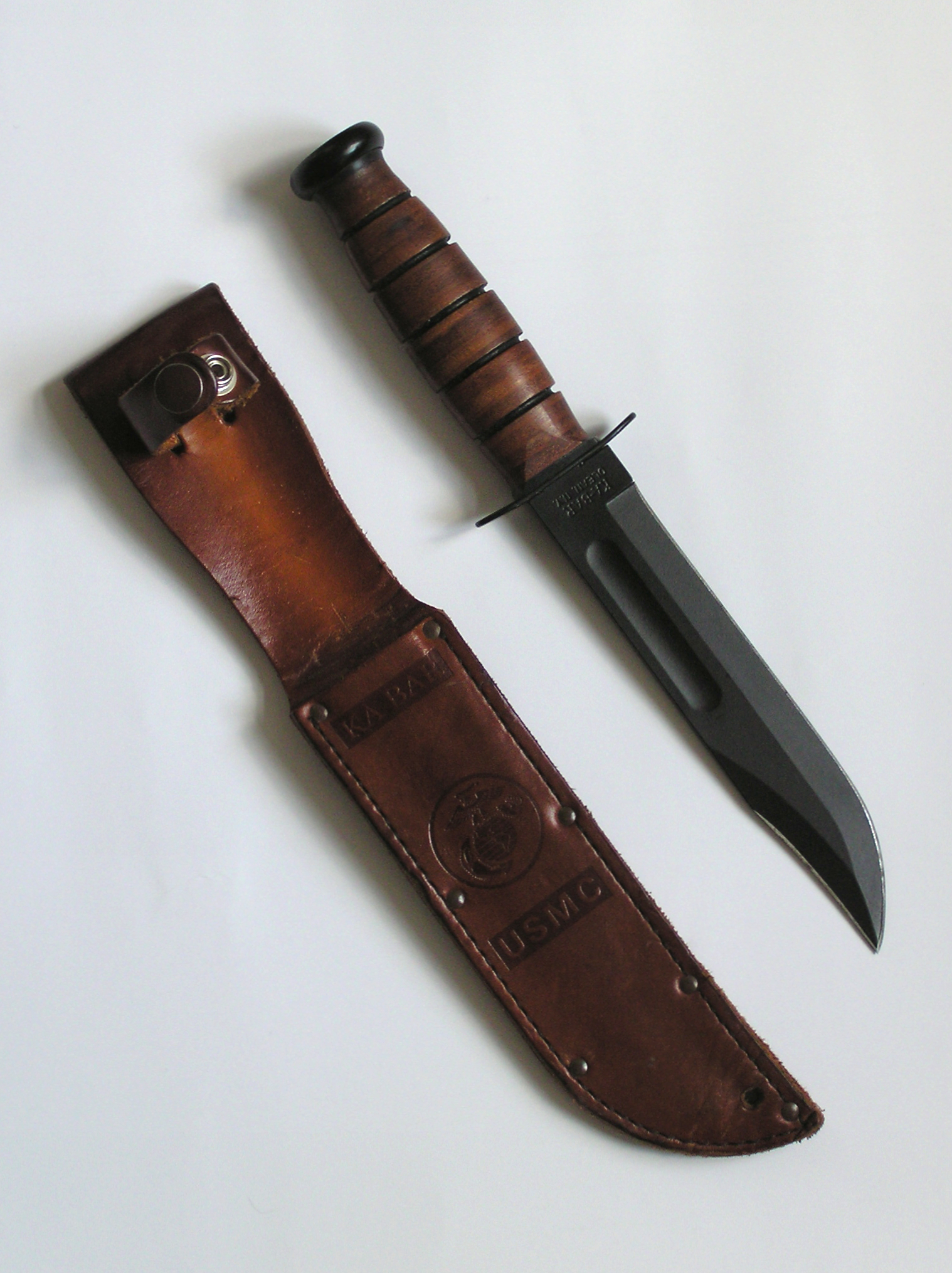
KA-BAR Usa

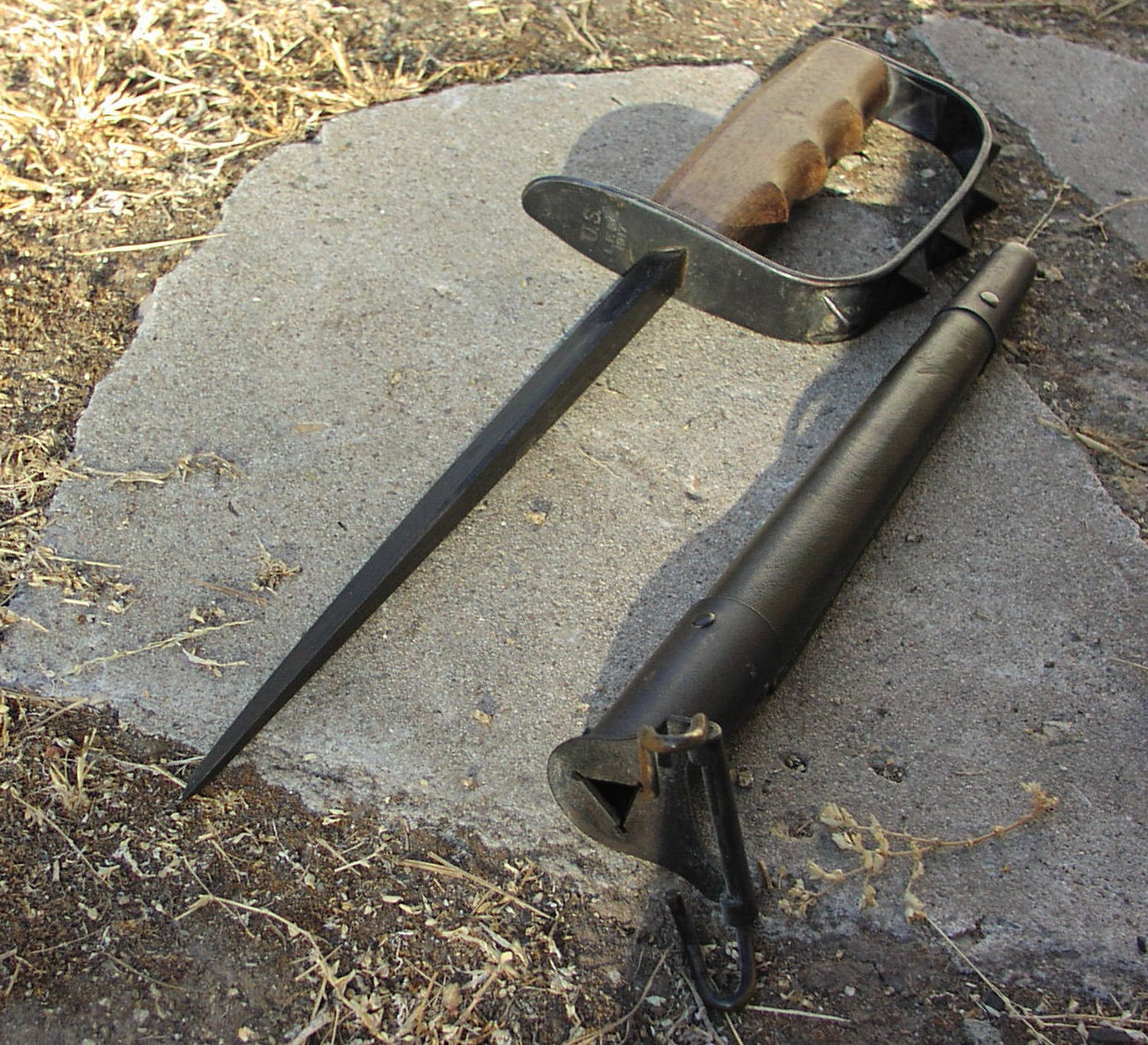
Grabendolch della prima guerra mondiale

Il coltello da combattimento ha uso militare per il combattimento corpo a corpo o per il lancio. Mentre in epoche storiche l'uso era esclusivamente militare, nella contemporaneità viene usato anche come coltello da lavoro.

## Il coltello da combattimento come arma
L'uso originale era, come dal nome, per il combattimento in guerra, come arma. La lama era a singolo o pluritagliente, liscia e atta alla offesa del nemico in modo mortale; questa provocava una emorragia notevole nel corpo dell'offeso.
Come coltello da combattimento, troviamo diverse varianti tra arma bianca da stoccata e inalberata.
Un esempio di arma da stoccata è il Kukri dei Gurkha.

## Come coltello da lavoro
I moderni coltelli da combattimento sono usati anche come attrezzo di lavoro multiuso. La forma moderna dei coltelli da combattimento richiama le lame tipiche da coltello d'utilità, del coltello da campo o da sopravvivenza. Lo Standard-Messer della Bundeswehr-Infanterie è il KM 2000.
Una seghettatura è spesso presente per l'uso come coltello da campo a da sopravvivenza per tagliare materiali in emergenza. Moderne baionette vengono spesso usate come cesoie.
Per il taglio della legna (Batoning) la lama non si deve danneggiare e a tale scopo lo spessore è notevole, fino a 6 mm.